# گرگ (مجموعه تلویزیونی)
گرگ (چینی: 狼 殿下؛ پین‌یین: Láng diànxià) یک مجموعه تلویزیونی چینی است که در سال ۲۰۲۰ ساخته شده‌است. در ۱۹ نوامبر ۲۰۲۰ در تنسنت، آی‌چی‌یی و یوکو پخش شد. دارن وانگ، لی چین، شیائو ژان، شین ژیلی، کو شو یائو و لین یو وی در این مجموعه، ایفای نقش کرده‌اند.

## خلاصه داستان
داستان سریال در اواخر سلسله تانگ اتفاق میوفتد زمانیکه جو ون تاج و تخت رو به دست میگیره و سلسله لیانگ رو تأسیس می‌کند.  شینگ ار دختر یک عالی مقام ک بسیار جسور و زیبا است با پسری به آشنا میشود و نام او را گرگی میگذارد و در طی اتفاقاتی که برای گرگی می افتد همه فکر میکنن گرگی مرده،و هشت سال بعد شینگ ار با شاهزاده بو خشن مواجه میشود که شباهت عجیبی به گرگی دارد....

## بازیگران
- دارن وانگ در نقش چو یوون
- لی چین در نقش جای شینگ
- شیائو ژان در نقش جی چونگ/لی جو یائو
- شین ژیلی در نقش یائو جی
- کو شو یائو در نقش یلی باونا
- لین یو وی در نقش چو یوگی